# Isla Sierra

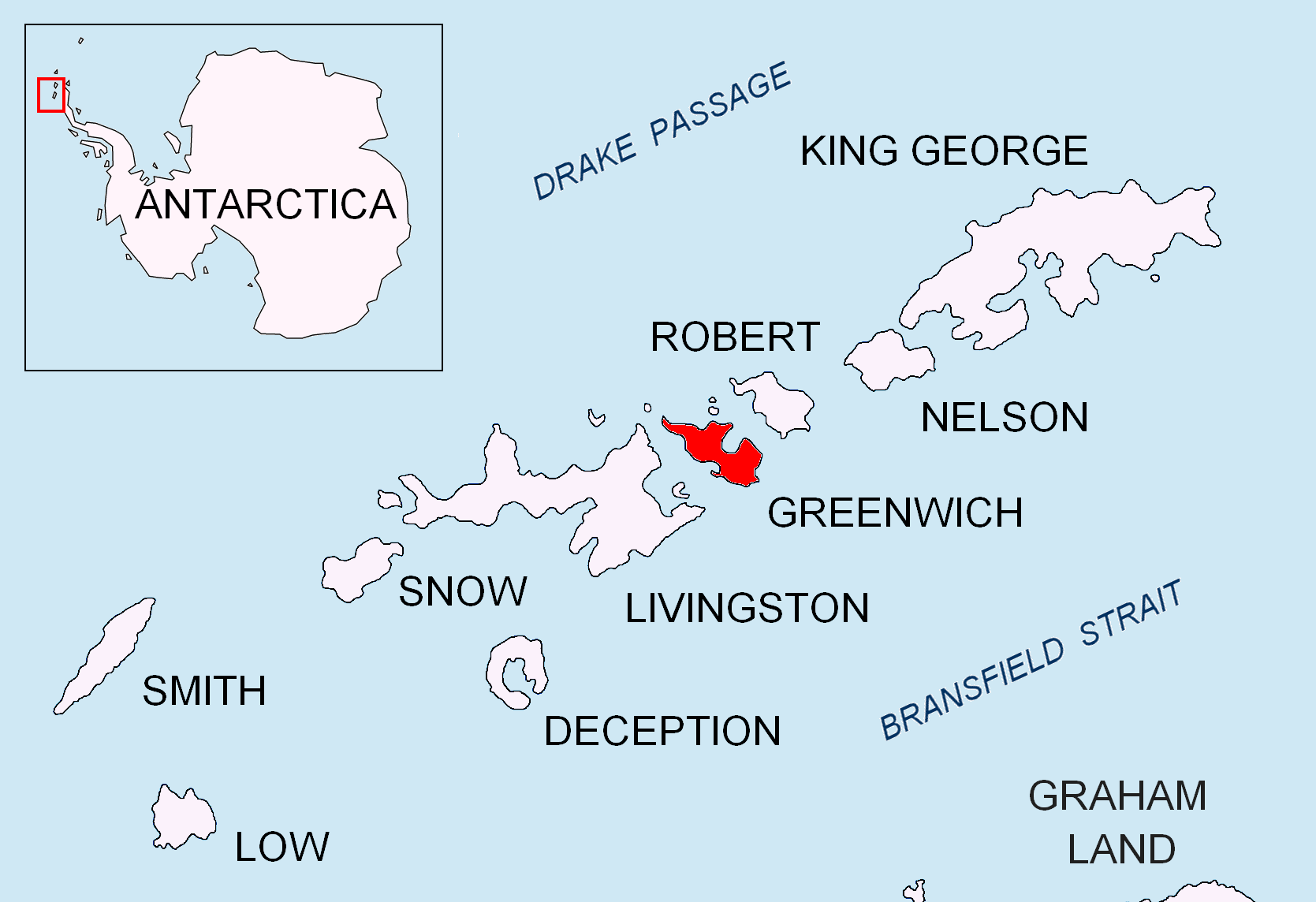
Localización.

La isla Sierra es una isla de la Antártida localizada a 62°24′S 59°48′O / -62.400, -59.800 a unos 800 m al noroeste de la isla Dee, en el sector de la ribera occidental del estrecho Inglés, en las islas Shetland del Sur.
La isla es pequeña y angosta, de relieve irregular, marcada por una serie de pequeñas elevaciones en forma de agujas pétras a la largo de ella. Se encuentra libre de hielos permanentes.
El nombre fue dado por la V Expedición Antártica Chilena, temporada 1950-1951, en homenaje al sargento 2º enfermero de la Fuerza Aérea de Chile, Víctor Sierra, tripulante del patrullero Lientur.

## Reclamaciones territoriales
Argentina incluye a la isla en el departamento Antártida Argentina dentro de la provincia de Tierra del Fuego, Antártida e Islas del Atlántico Sur; para Chile forma parte de la comuna Antártica de la provincia Antártica Chilena dentro de la Región de Magallanes y de la Antártica Chilena; y para el Reino Unido integra el Territorio Antártico Británico. Las tres reclamaciones están sujetas a las disposiciones del Tratado Antártico.
Nomenclatura de los países reclamantes: 
- Argentina: ?
- Chile: isla Sierra
- Reino Unido: Sierra Island

## Mapa
- L.L. Ivanov. Antarctica: Livingston Island and Greenwich, Robert, Snow and Smith Islands. Scale 1:120000 topographic map.  Troyan: Manfred Wörner Foundation, 2009.  ISBN 978-954-92032-6-4